# Вульпиус, Кристиана
Иоганна Кристиана София Вульпиус (нем. Johanna Christiana Sophie Vulpius; в замужестве Кристиана фон Гёте; нем. Christiane von Goethe; 1 июня 1765[…], Веймар — 6 июня 1816[…], Веймар) — супруга Иоганна Вольфганга Гёте с 1806 года.

## Биография
По отцовской линии из семьи потомственных академиков, по материнской линии — из ремесленников, Кристиана Вульпиус родилась в семье веймарского архивариуса Иоганна Фридриха Вульпиуса (1725—1786), не доучившегося на юриста, и его жены Кристианы Маргариты Вульпиус (урождённой Риль; 1742—1771). Семья испытывала финансовые трудности, но тем не менее глава семьи делал всё, чтобы дать старшему сыну Кристиану Августу Вульпиусу хорошее образование. Кристиана работала модисткой на маленькой шляпной мануфактуре в Веймаре.
Иоганн Вольфганг Гёте познакомился с Кристианой в парке, когда она обратилась к нему с просьбой за брата. Гёте неоднократно помогал Кристиану Вульпиусу, добившемуся некоторой писательской славы в Германии за свои романы. Между Кристианой и Гёте быстро вспыхнули любовные отношения. Уже спустя год у них родился первый ребёнок, сын Август. Четверо детей, родившихся после Августа, не выжили.
Кристиана переехала в дом Гёте. Однако веймарский двор и местное общество неодобрительно отнеслись к этой связи. Гёте и Кристиана Вульпиус поженились лишь в 1806 году, после вступления французских войск в Веймар. 14 октября 1806 года Кристиана мужественно обороняла дом от мародёрствующих французских солдат, пока Гёте не получил официальной защиты от французского коменданта. Спустя несколько дней, 19 октября 1806 года Гёте и Вульпиус обвенчались в
Якобскирхе.
Чтобы сломить неприятие Кристианы веймарским обществом, Гёте попросил вдову Иоганну Шопенгауэр, мать философа Артура Шопенгауэра пригласить Гёте с супругой на чаепитие. Вдова согласилась, заметив, что если Гёте считает её достойной стать его супругой, то никто не вправе отказать ей в чашке чая.
Из писем Кристианы к мужу видны недостатки её образования, но от природы ей было дано умение разбираться в людях. Жизнелюбивая, практичная и энергичная женщина отлично справлялась с большим хозяйством. Она занималась вопросами наследства после смерти матери Гёте Катарины Элизабет во Франкфурте. Кристиана очень любила театр и посещала спектакли не только в Веймаре, но и в других городах, например в Бад-Лаухштедте, где семья проводила летние месяцы.
В 1815 году Кристиана пережила апоплексический удар. Через год у неё отказали почки, и она умерла в страшных мучениях 6 июня 1816 года.

## Потомки
Единственный выживший сын Кристианы Вульпиус и Иоганна Вольфганга фон Гёте, Юлиус Август Вальтер фон Гёте (1789—1830), стал камергером великого герцога Саксен-Веймарского. 17 июня 1817 года он женился на Оттилии фон Погвиш (1796—1872), которая была очень образованной женщиной. Она заботилась о Гёте до его смерти в 1832 году.
У пары было трое детей: Вальтер Вольфганг фон Гёте (1818—1885), композитор оперетт и песен; Вольфганг Максимилиан фон Гёте (1820—1883), юрист и поэт; и Альма фон Гёте (1827—1844). Никто из внуков Иоганна Вольфганга фон Гёте и Кристианы фон Гёте не был женат и не оставил потомства, таким образом род Гёте прервался в 1885 году.